# Kelly McGillis
Kelly Ann McGillis (sinh ngày 9 tháng 7 năm 1957) là một nữ diễn viên người Mỹ.
Kelly McGillis lớn lên ở Los Angeles, và học tại Học viện Nghệ thuật "Pacific Conservatory of the Performing Arts" ở Santa Maria, California. Sau khi tốt nghiệp trung học, cô chuyển đến thành phố New York để học diễn xuất tại trường Juilliard danh tiếng, cô tốt nghiệp trường này vào năm 1983.
Vai diễn đột phá của Kelly McGillis là nhân vật 1 bà mẹ người Amish trong phim điện ảnh Witness đóng chung với Harrison Ford năm 1985. Nhờ vai diễn này, Kelly nhận được đề cử giải thưởng BAFTA và giải Quả cầu vàng. Nhưng vai diễn nổi tiếng nhất của Kelly McGillis là vai người tình của Tom Cruise trong bộ phim điện ảnh Top Gun năm 1986. Ngoài đóng phim điện ảnh, Kelly còn tham gia diễn kịch, đóng nhiều phim truyền hình và dạy diễn xuất.

## Đời tư
Kelly McGillis kết hôn lần đầu vào năm 1979, nhưng ly dị vào năm 1981.
Vào một ngày tháng 2 năm 1982, có hai người đàn ông đột nhập vào căn hộ của Kelly McGillis tại New York khi cô đang sống cùng người bạn gái. Hai kẻ này đã hành hung, đánh đập và hãm hiếp Kelly khiến cô bị sợ hãi ám ảnh suốt một thời gian dài. Năm 1984, Kelly quyết định đi điều trị tâm lý và cai nghiện 1 năm.
Năm 1989, cô lên xe hoa lần thứ hai với 1 nhà thầu xây dựng. Cuộc hôn nhân này cũng chỉ kéo dài đến năm 2002 dù họ có với nhau hai cô con gái. Tháng 4/2009, Kelly bất ngờ công khai là người đồng tính luyến ái nữ trong 1 cuộc phỏng vấn với tạp chí SheWired.
Kelly McGillis quen biết nữ doanh nhân Melanie Leis từ năm 2000 và hai người quyết định đăng ký kết hôn dân sự năm 2010. Từ đó, Kelly ít đóng phim dần, công việc thực sự mang đến niềm vui và ý nghĩa với nữ diễn viên là giúp đỡ những người phụ nữ khác thay đổi cuộc sống tại trung tâm cai nghiện ở New Jersey.
Năm 2013, Kelly chia tay nữ doanh nhân, cô sống một mình trong 1 căn biệt thự nhỏ. Ngày 17/6/2016, Kelly McGillis lại bị một phụ nữ đột nhập vào nhà và hành hung cô một cách điên loạn. Những nỗi sợ hãi trong quá khứ khiến cô phải xin giấy phép cất giữ súng trong nhà để đảm bảo an toàn cho bản thân.

## Danh mục phim
| Tên phim                                           | Năm  | Vai diễn                      | Ghi chú |
| -------------------------------------------------- | ---- | ----------------------------- | --- |
| Reuben, Reuben                                     | 1983 | Geneva Spofchod               | |
| Sweet Revenge                                      | 1984 | Katherine Dennison Breen      | Phim truyền hình |
| One Life to Live                                   | 1984 | Glenda Lingston #1            | |
| Witness                                            | 1985 | Rachel Lapp                   | Đề cử — BAFTA Award cho Nữ diễn viên chính xuất sắc nhất in a Leading Role Đề cử — Golden Globe Award cho Nữ diễn viên phụ xuất sắc nhất – Motion Picture |
| Private Sessions                                   | 1985 | Jennifer Coles                | |
| Top Gun                                            | 1986 | Charlie                       | |
| Santabear's First Christmas                        | 1986 | Người kể chuyện               | Phim truyền hình |
| Unsettled Land                                     | 1987 | Anda                          | |
| Made in Heaven                                     | 1987 | Annie Packert / Ally Chandler | Venice Film Festival Award cho Nữ diễn viên chính xuất sắc nhất                                                                                           |
| Santabear's High Flying Adventure                  | 1987 | Missy Bear                    | Television short |
| The House on Carroll Street                        | 1988 | Emily                         | |
| The Accused                                        | 1988 | Kathryn Murphy                | |
| Rabbit Ears: Thumbelina                            | 1989 | Storyteller                   | Release direct-to-video |
| Winter People                                      | 1989 | Collie Wright                 | |
| Cat Chaser                                         | 1989 | Mary Deboya                   | |
| Grand Isle                                         | 1991 | Edna Pontellier               | |
| Perry Mason: The Case of the Fatal Framing         | 1992 | Mrs. Winston Hope             | Phim truyền hình, uncredited |
| The Babe                                           | 1992 | Claire Hodgson Ruth           | |
| Bonds of Love                                      | 1993 | Rose Parks                    | Phim truyền hình |
| In the Best of Families: Marriage, Pride & Madness | 1994 | Susie Lynch                   | Phim truyền hình |
| North                                              | 1994 | Amish mom                     | |
| Dark Eyes                                          | 1995 | Mila McGann                   | Television pilot |
| Remember Me                                        | 1995 | Menly Nichols                 | Phim truyền hình |
| We the Jury                                        | 1996 | Alyce Bell                    | Phim truyền hình |
| The Third Twin                                     | 1997 | Dr. Jean Ferrami              | Phim truyền hình |
| Painted Angels                                     | 1998 | Nettie                        | |
| Storm Chasers: Revenge of the Twister              | 1998 | Jamie Marshall                | Phim truyền hình |
| Perfect Prey                                       | 1998 | Audrey Macleah                | Phim truyền hình |
| Ground Control                                     | 1998 | Susan Stratton                | |
| At First Sight                                     | 1999 | Jennie Adamson                | |
| The Settlement                                     | 1999 | Fake Barbara/Ellie            | |
| The Wild Thornberrys                               | 2000 | Winema                        | Tập: "Pack of Thornberrys" |
| The Out Limits                                     | 2000 | Nicole Whitley                | Tập: "Final Appeal" |
| The Monkey's Mask                                  | 2000 | Professor Diana Maitland      | |
| Buzz Lightyear of Star Command                     | 2000 | Gorgeous woman                | Tập: "Planet of the Lost" |
| Morgan's Ferry                                     | 2001 | Vonnie Carpenter              | |
| No One Can Hear You                                | 2001 | Trish Burchall                | |
| Cold Shoulder                                      | 2006 |                               | Phim truyền hình |
| Black Widower                                      | 2006 | Nancy Westveld                | Phim truyền hình |
| Supergator                                         | 2007 | Kim Taft                      | Released direct-to-video |
| The L Word                                         | 2008 | Colonel Gillian Davis         | Tậps: "Lay Down the Law" and "Lesbians Gone Wild" |
| Stake Land                                         | 2010 | Người chị                     | |
| 1 a Minute                                         | 2010 | Người kể chuyện               | |
| The Innkeepers                                     | 2011 | Leanne Rease-Jones            | |
| What Could Have Been                               | 2011 | Catherine                     | |
| Tio Papi                                           | 2012 | Elizabeth Warden              | |
| Grand Street                                       | 2014 | Isabelle                      | |
| Love Finds You in Sugarcreek                       | 2014 | Bertha Troyler                | Phim truyền hình |
| Z Nation                                           | 2014 | Helen                         | Phim truyền hình |
| Blue                                               | 2015 | Ms. Hutcherson                | |
| An Uncommon Grace                                  | 2017 | Elizabeth Conner              | Phim truyền hình |